# Eurycea
Genre
Synonymes
- Spelerpes Rafinesque, 1832
- Cylindrosoma Tschudi, 1838
- Saurocercus Fitzinger, 1843
- Manculus Cope, 1869
- Typhlotriton Stejneger, 1892
- Typhlomolge Stejneger, 1896
- Haideotriton Carr, 1939
- Paedomolge Hillis, Chamberlain, Wilcox & Chippindale, 2001
- Septentriomolge Hillis, Chamberlain, Wilcox & Chippindale, 2001
- Notiomolge Hillis, Chamberlain, Wilcox & Chippindale, 2001
- Blepsimolge Hillis, Chamberlain, Wilcox & Chippindale, 2001

Eurycea est un genre d'urodèles de la famille des Plethodontidae.

## Répartition
Les 28 espèces de ce genre se rencontrent dans l'est de l'Amérique du Nord.

## Liste d'espèces
Selon Amphibian Species of the World (14 avril 2014) :
- Eurycea aquatica Rose & Bush, 1963
- Eurycea bislineata (Green, 1818)
- Eurycea chamberlaini Harrison & Guttman, 2003
- Eurycea chisholmensis Chippindale, Price, Wiens & Hillis, 2000
- Eurycea cirrigera (Green, 1831)
- Eurycea guttolineata (Holbrook, 1838)
- Eurycea junaluska Sever, Dundee & Sullivan, 1976
- Eurycea latitans Smith & Potter, 1946
- Eurycea longicauda (Green, 1818)
- Eurycea lucifuga Rafinesque, 1822
- Eurycea multiplicata (Cope, 1869)
- Eurycea nana Bishop, 1941
- Eurycea naufragia Chippindale, Price, Wiens & Hillis, 2000
- Eurycea neotenes Bishop & Wright, 1937
- Eurycea pterophila Burger, Smith & Potter, 1950
- Eurycea quadridigitata (Holbrook, 1842)
- Eurycea rathbuni (Stejneger, 1896)
- Eurycea robusta (Longley, 1978)
- Eurycea sosorum Chippindale, Price & Hillis, 1993
- Eurycea spelaea (Stejneger, 1892)
- Eurycea subfluvicola Steffen, Irwin, Blair & Bonett, 2014
- Eurycea tonkawae Chippindale, Price, Wiens & Hillis, 2000
- Eurycea tridentifera Mitchell & Reddell, 1965
- Eurycea troglodytes Baker, 1957
- Eurycea tynerensis Moore & Hughes, 1939
- Eurycea wallacei (Carr, 1939)
- Eurycea waterlooensis Hillis, Chamberlain, Wilcox & Chippindale, 2001
- Eurycea wilderae Dunn, 1920

## Publication originale
- Rafinesque, 1822 : On two new salamanders of Kentucky. Kentucky Gazette, New Series, Lexington, vol. 1, p. 3